# Oront
Oront (starogrško starogrško Ὀρόντης, Oróntes) ali Asi  (arabsko العاصي‎, ‘Āṣī, turško Asi) je reka, ki izvira v Libanonu, teče na sever v Sirijo in se v Turčiji izlije v Sredozemsko morje.
Kot glavna reka severnega Levanta je bil Oront prizorišče več velikih bitk. Med najpomembnejšimi mesti na reki so Homs, Hama, Jisr al-Shughur in Antakya (starodavna Antiohija, ki je bila znana tudi kot Antiohija na Orontu).

## Ime
V 9. stoletju pr. n. št. so Asirci reko imenovali Arantu, sosednji Egipčani pa Araunti. Etimologija imena ni znana. Nekaj virov omenja, da bi ime lahko izhajalo iz besede amt, ki v sirskih jezikih pomeni levinja. Enak pomen ima tudi ime vasi Labweh, kjer Oront izvira. Imenovali so jo tudi Alimas, kar v aramejščini pomeni boginja vode. Asirsko ime Arantu se je postopoma pretvorilo v grško Orontes.
Makedonski naseljenci v Apamei niso uporabljali grškega imena, ampak so jo po svojem rečnem bogu imenovali Aksius. Iz tega imena izhajata njeno sodobno arabsko ime ‘Āṣī in turško Asi. Njeno arabsko ime pomeni 'upor', kar v ljudski etimologiji pripisujejo dejstvu, da teče proti severu in ne proti jugu kot druge reke v regiji.
Po Strabonu, ki je pisal okoli leta 20 n. št., se je reka prvotno imenovala Tifon, ker je nastala iz trupla zmaja Tifona, ki ga je Zevs z gromom sklatil z neba. V Oront naj bi se preimenovala, ko je nek mož z imenom Oront na njej zgradil most.
V grškem epu Dioniziaka, napisanem okoli leta 400 n. št., je reka dobila ime po indijskem generalu Orontu, ki se je po izgubljenem dvoboju z Dionizom ubil in padel v reko.

## Tok reke
Oront izvira pri vasi Labweh v Libanonu na vzhodni strani doline Beka med Libanonskim gorovjem na zahodu in Antilibanonom na vzhodu. Po ozki soteski se spusti za 600 m in zapusti dolino. Drugi večji izviri so  Ain ez Zarqa, Al Ghab, Al Rouj in Al-Azraq.
Ko zapusti dolino, se izlije v umetno jezero Homs, znano tudi kot Qattinah. Od tam teče skozi mesto Homs (ali Ḥimṣ) in starodavno Lariso (Šaizar) na ravnino Ghab. Na vzhodnem robu ravnine je starodavno mesto Apamea. Ravnina se konča s pregrado Jisr al-Hadid, ki preusmeri tok reke proti zahodu na Antioško ravnino v Turčiji.
Na poti proti jugozahodu se vanjo stekata dva velika pritoka: Afrin na zahodu in Karasu na vzhodu. Reka nato steče v sotesko, se na 16 km poti spusti za 50 m in se malo južno od Samandağa izlije v Sredozemsko morje. Oront je dolg 450 km.
| Ime       | Najbližje mesto | Leto izgradnje | Višina (m) | Prostornina (milijon m3) | Komentar                        |
| --------- | --------------- | -------------- | ---------- | ------------------------ | ------------------------------- |
| Al-Rastan | Homs            | 1960           | 67         | 228                      |                                 |
| Qattinah  | Homs            | 1976           | 7          | 200                      | prvotno zgrajen leta 284 n. št. |
| Mouhardeh | Homs            | 1960           | 41         | 67                       |                                 |
| Zeyzoun   | Hama            | 1995           | 43         | 71                       | porušen leta 2002               |
| Kastoun   | Hama            | 1992           | 20         | 27                       |                                 |

## Zgodovina
Oront je težko ploven, njegova dolina pa je imela v zgodovini pomembno vlogo kot trgovska in vojaška pot na severu iz Antiohije proti jugu do Homsa in od tod do Damaska preko al-Nabeka. Oront je bil dolgo časa tudi mejna reka. Egipčani so na njej mejili s kraljestvom Amurru vzhodno od Fenicije. 
Na Orontu se je okoli leta 1274 pr. n. št. dogajala bitka pri Kadešu med hetitskim kraljem Muvatalijem II. in egipčanskim faraonom Ramzesom II.  Njegova dolina je bila tudi prizorišče bitke pri Karkarju leta 853 pr. n. št., v kateri sta se spopadli asirska vojska Šalmaneserja III. in vojska dvanajstih kraljev pod poveljstvom Hadadezerja Damaščanskega. 
.
Aleksander Veliki je pridobil rečno dolino po porazu Perzijcev leta 333 pred našim štetjem v bitki pri Isu. Po njegovi smrti leta 323 pr. n. št. je postalo del Selevkidskega cesarstva.
Selevkidska mesta, ustanovljena na Orontu, so vključevala Selevkijo ad Belum, Antigonijo in Antiohijo. Več helenističnih artefaktov prikazuje Tihe iz Antiohije z moškim plavalcem, ki pooseblja Oronta ob njenih nogah.
Leta 637 pr. n. št. sta se v bitki pri Železnem mostu udarili vojski Rašidunskega kalifata in Bizantinskega cesarstva. Železni most so zgradili Rimljani.
V križarskem obdobju v 12. stoletju je bila meja med Kneževino Antiohijo in Alepom.

## V umetnosti
Francoski pisatelj Maurice Barrès naj bi v Un jardin sur l'Oronte (1922) prepisal zgodbo, ki mu jo je nekega večera junija 1914 iz rokopisa prevedel irski arheolog v kavarni v Hami ob Orontu.